# Диксония
Диксония (лат. Dicksonia) — род папоротников семейства Диксониевые (Dicksoniaceae) порядка Циатейные (Cyatheales).

## Виды
По информации базы данных The Plant List (на июль 2016) род включает 9 видов:
- Dicksonia anthriscifolia (Willd.) Kaulf.
- Dicksonia berteroana Hook.
- Dicksonia blumei (Kunze) Moore
- Dicksonia chrysotricha (Hassk.) T. Moore
- Dicksonia externa Skottsb.
- Dicksonia plumieri Hook.
- Dicksonia polypodioides Sw.
- Dicksonia sellowiana Hook. Hook.
- Dicksonia stuebelli Hieron.

Вид Диксония антарктическая (Dicksonia antarctica) признан синонимом вида Balantium antarcticum

## В культуре
Выращивается в оранжереях. У взрослого растения стебель достигает высоты 3,5-6 м. Наиболее популярена как комнатное растение диксония антарктическая (antarctica). В качестве горшочного растения выращивается диксония оттопыренная (squarrosa), которая имеет тускло-зелёные кожистые листья и чёрный ствол. Во взрослом состоянии временем вырастает в высокое дерево.